# 5780 Lafontaine
5780 Lafontaine (1990 EJ2) là một tiểu hành tinh nằm phía ngoài của vành đai chính được phát hiện ngày 2 tháng 3 năm 1990 bởi E. W. Elst ở La Silla. Nó được đặt theo tên the French lyric poet Jean de La Fontaine.